# Twist and Shout/We Know
Twist and Shout/We Know è il quinto singolo dei Brian Poole & The Tremeloes, pubblicato nel Regno Unito nel 1963.

## Tracce
Lato A
1. Twist and Shout – 2:06 (Bert Russell, Phil Medley)

Lato B
1. We Know – 1:50 (Del Hidden)